# Damien Boudjemaa
Pour les articles homonymes, voir Boudjemaa.
Damien Boudjemaa (né le 7 juin 1985 à Paris), est un footballeur franco-algérien. Il évoluait au poste de milieu de terrain.

## Biographie
Né à Paris, Damien Boudjemaa commence le football à l'âge de 13 ans dans la ville de Montreuil. De 2006 à 2011, il joue successivement en CFA 2, CFA et National, pour le club de l'UJA Alfortville. Selon le journal L'Équipe en mai 2010, il est courtisé par les clubs français de Lens, Brest et Valenciennes, puis par le club néerlandais de FC Twente. La même année, il est mis à l'essai par Nantes, Troyes et Almería mais n'est pas conservé.
En janvier 2012, il rejoint le FC Petrolul Ploiești, club évoluant en 1re division roumaine. Il enchaîne les bonnes prestations où il est l'un des meilleurs passeurs du championnat. En novembre 2012, Mircea Rednic son ancien coach au FC Petrolul Ploiești, est nommé entraîneur du Standard de Liège, il déclare espérer le faire venir mais le contrat de Boudjemaa expire en juin 2014.
En février 2014, Damien Boudjemaa est transféré au Slavia Prague en République tchèque. Lors du mercato d'hiver 2016 il est mis a l'essai au Stade Malherbe Caen Calvados Basse-Normandie après une semaine l'essai n'est pas concluant il n'est donc pas conservé par le club normand. En juillet 2016 il s'engage dans le club roumain d'Asociația Fotbal Club Astra Giurgiu.

## Statistiques
| Saison                | Club                  | Championnat           | Championnat | Championnat | Coupe(s) nationale(s) | Coupe(s) nationale(s) | Supercoupe | Supercoupe | Compétition(s) continentale(s) | Compétition(s) continentale(s) | Compétition(s) continentale(s) | Total | Total |
| Saison                | Club                  | Division              | M.          | B.          | M.                    | B.                    | M.         | B.         | Comp.                          | M.                             | B.                             | M.    | B.    |
| 2007-2008             | UJA Alfortville       | CFA 2                 | -           | -           | -                     | -                     | -          | -          | -                              | -                              | -                              | 0     | 0     |
| 2008-2009             | UJA Alfortville       | CFA                   | 25          | 2           | 2                     | 0                     | -          | -          | -                              | -                              | -                              | 27    | 2     |
| 2009-2010             | UJA Alfortville       | CFA                   | 26          | 11          | -                     | -                     | -          | -          | -                              | -                              | -                              | 26    | 11    |
| 2010-2011             | UJA Alfortville       | National              | 20          | 6           | 2                     | 0                     | -          | -          | -                              | -                              | -                              | 22    | 6     |
| Sous-total            | Sous-total            | Sous-total            | 71          | 19          | 4                     | 0                     | -          | -          | -                              | -                              | -                              | 75    | 19fr  |
| 2011-2012             | FC Petrolul Ploiești  | Liga I                | 14          | 3           | -                     | -                     | -          | -          | -                              | -                              | -                              | 14    | 3     |
| 2012-2013             | FC Petrolul Ploiești  | Liga I                | 28          | 2           | 6                     | 0                     | -          | -          | -                              | -                              | -                              | 34    | 2     |
| 2013-2014             | FC Petrolul Ploiești  | Liga I                | 18          | 2           | 4                     | 0                     | -          | -          | C3                             | 6                              | 1                              | 28    | 3     |
| Sous-total            | Sous-total            | Sous-total            | 60          | 7           | 10                    | 0                     | -          | -          | -                              | 6                              | 1                              | 76    | 8     |
| 2013-2014             | Slavia Prague         | Gambrinus Liga        | 10          | 1           | 0                     | 0                     | -          | -          | -                              | -                              | -                              | 10    | 1     |
| 2014-2015             | Slavia Prague         | Gambrinus Liga        | 12          | 0           | 2                     | 0                     | -          | -          | -                              | -                              | -                              | 14    | 0     |
| Sous-total            | Sous-total            | Sous-total            | 22          | 1           | 2                     | 0                     | -          | -          | -                              | -                              | -                              | 24    | 1     |
| 2015-2016             | Astra Giurgiu         | Liga I                | 11          | 2           | 1                     | 0                     | -          | -          | -                              | -                              | -                              | 12    | 2     |
| 2016-2017             | Astra Giurgiu         | Liga I                | 3           | 0           | 0                     | 0                     | 1          | 0          | C1+C3                          | 2+1                            | 0                              | 7     | 0     |
| Sous-total            | Sous-total            | Sous-total            | 14          | 2           | 1                     | 0                     | 1          | 0          | -                              | 3                              | 0                              | 19    | 2     |
| Total sur la carrière | Total sur la carrière | Total sur la carrière | 167         | 29          | 17                    | 0                     | 1          | 0          | -                              | 9                              | 1                              | 194   | 30    |

## Palmarès
- Coupe de Roumanie : 2013
- Championnat de Roumanie : 2016
- Supercoupe de Roumanie : 2016
  - Finaliste  2013